# TT12
| D2 · r | Z4 · N1 | i | i |

| D2 · r | Z4 · N1 | i | i |

A TT12 a mai Luxorral szemben az ősi Théba nekropoliszában Dirá Abu el-Nagában a Nílus nyugati partján  található. Ez volt Heri a király anyja és a király felesége Ahhotep királyné magtárainak felügyelője temetkezési helye a XVII. dinasztia, I. Jahmesz és I. Amenhotep fáraók idejében. A sírt egy spanyol régészeti misszió 2003 óta tárja fel a hozzá kapcsolódó másik két – TT11 és TT399 – sírral együtt. A sír bejáratát a Régészeti Hivatal 1910 körül befalaztatta és így az csak a szomszédos TT399-en keresztül volt megközelíthető. Ezt szabadították ki a spanyolok 2003-ban és kapott önálló bejáratot.
A sír ábrázolásairól megtudhatjuk anyja és fia nevét is, mindkettőjüket Ahmószénak hívták, valamint megtudjuk, hogy volt még egy fia és három lánya is.